# 李門
李門（1941年—），山东青島人，中国京劇琴師，一级演员，在京劇音樂和京劇胡琴上有藝術贡献，曾任職中國京劇院（2007年11月28日改中國國家京劇院）。

## 生平

### 家世
他是梅派名琴師李奘圖的兒子，梅派名琴師李超的哥哥，師事已故梅派琴師（曾是演員）蘇盛琴。

### 早年
他幼年學唱老生，1948年初次粉墨登場，在青島登台唱娃娃生，1952年起在爸爸身邊做京劇二胡（京二胡）琴師，1958年7月28日考進北京中國京劇院四團，專任琴師，並師從團內資深琴師蘇盛琴（徐兰沅的學生）學習京劇胡琴藝術。
1958年10月25日，中華人民共和國成立宁夏回族自治区，中國京劇院四團改为宁夏京剧团，全體團員，包括李門、李門的老師蘇盛琴，同在團內做琴師的李門爸爸李奘圖、李門弟弟李超都到寧夏，在銀川市工作。
李門在寧夏京劇團先在老師蘇盛琴身邊拉京劇二胡，曾給李麗芳、李鳴盛、田文玉等京劇表演藝術家操琴（伴奏）。
1964年中華人民共和國全國京劇現代戲匯演，李門和弟弟李超擔任寧夏京劇團李麗芳李鳴盛版现代京剧《杜鹃山》的唱腔設計和伴奏琴師。
1979年10月1日中華人民共和國國慶節，杜近芳（一級演員，梅派）和葉少蘭（葉盛蘭的兒子，原名葉強，工小生）在北京人民大會堂獻演《白蛇傳·斷橋》，由李門、李超伴奏，從此李門、李超從寧夏京劇團調進中國京劇院一團。

### 台灣时期
1997年起，李門應邀擔任臺灣國立國光劇團的音樂指導，擔當編腔（唱腔設計）、新曲（含背景音樂）創作、指揮、負責樂隊等職務，也是該團朱紹玉音樂作品京劇《牛郎織女天狼星》和京劇《未央天》的音樂總監，朱紹玉音樂作品《地久天長釵鈿情》的領奏，京劇《白蛇傳》的音樂指導。
他給臺灣國立國光劇團編腔作曲指揮《媽祖》、《大將春秋》、《風火小子紅孩兒》、《禧龍珠》、《孟麗君》、《水滸英義》等京劇戲碼。
他在臺灣國立臺灣藝術大學中國音樂學系做過客座教師，教授京劇胡琴和京劇唱腔設計。
2003年，他從台灣回到北京，在2003年11月20日世界首演的「全國首屆京胡演奏會」裡登台演奏他自己創作的京劇胡琴曲牌《吉祥如意》。
2004年臺灣國立國光劇團排演的京劇《新編樊梨花》（李超編腔作曲和音樂指導）和《雪弟恨》（李超音樂指導）是李門領奏，司鼓為呂永輝。

## 作品
葉錦添美術指導，徐克導演的臺灣當代傳奇劇場《暴風雨》（莎士比亞原著劇本改編）1劇也是李門的編腔（唱腔設計）作品，由呂永輝司鼓，李門的學生孫立言領奏，當代傳奇劇場的音樂統籌黎瀚江也是李門的京劇編腔學生，李門在當代傳奇劇場的京劇音樂作品還有《李爾在此》（莎士比亞原著劇本《李爾王》改編）等。
陳亞先編劇的臺灣國立國光劇團京劇《李世民與魏徵》由李門編腔（設計唱腔），李超領奏，呂永輝司鼓，盧亮輝編曲配器，孫立言指揮，是李門第3次與盧亮輝合作，先前的《媽祖》、《大將春秋》也是盧亮輝的編曲配器作品。
以往李門的唱腔設計作品都是自己指揮，編曲配器除了盧亮輝，還找過臺灣國立國光劇團專任吹管演員廖錦麟。
李門、李超合作的京劇唱腔設計、音樂設計作品還有古裝京劇《百花公主》、《馬嵬香銷》、《李慧娘》、《鐵扇公主》；現代京劇（京劇現代戲）《風雪雲山路》等。
李門、李超的最新共同創作的唱腔音樂設計作品是2007年9月13日在中國寧夏回族自治區銀川市首演的現代京劇《海上生明月》。

## 錄音
李門、李超在1991年與指揮家吳玲芬在中國中央人民廣播電台合作錄製1套《中國現代京劇伴奏演唱帶》，包含11出現代京劇（京劇現代戲）的95個唱段，1992年出版，李門京劇胡琴領奏。
李門、李超還曾錄製《中国京剧系列演唱伴奏带》（與燕守平等合作，中央人民廣播電台錄製）、電聲伴奏京剧曲牌《牛仔·京腔》（1990年）、《梅韵芳魂》（1994年）等京劇音樂專輯。